# Waldron (Washington)
Waldron es un área no incorporada ubicada en la isla homónima, en el condado de San Juan en el estado estadounidense de Washington.

## Geografía
Waldron se encuentra ubicado en las coordenadas 48°41′16″N 123°2′8″O / 48.68778, -123.03556.